# Santiago Millas
Santiago Millas – gmina w Hiszpanii, w prowincji León, w Kastylii i León, o powierzchni 39,69 km². W 2011 roku gmina liczyła 339 mieszkańców.